# Peter Green (Schiedsrichter)
Peter Daniel Green (* 29. Mai 1978 in Brisbane, Queensland) ist ein australischer Fußballschiedsrichter. Er ist seit 2006 FIFA-Schiedsrichter.

## Karriere
Seit 2002 pfeift Green Spiele in der A-League, der höchsten australischen Spielklasse. Seit 2008 ist er auch in der AFC Champions League tätig. Er leitete in der Saison 2012/13 das Grand Final zwischen den Western Sydney Wanderers und den Central Coast Mariners (0:2). Aufgrund seiner guten Leistung in diesem Spiel durfte er in der folgenden Saison erneut das Grand Final leiten, das Brisbane Roar mit 2:1 gegen die Western Sydney Wanderers gewann.

## Kontroversen
Während des A-League-Halbfinales 2009/10 zwischen dem FC Sydney und Wellington Phoenix erzielte der Sydney-Stürmer Chris Payne ein Tor mit dem Arm, was von Green übersehen wurde. Dieses Ereignis fachte eine große Debatte über den Einsatz von technischen Hilfsmitteln an.